# Omã nos Jogos Olímpicos de Verão de 2016
Omã é uma das nações participantes nos Jogos Olímpicos de 2016 no Rio de Janeiro (Brasil) entre 5 e 21 de Agosto de 2016.

## Atletismo
Os atletas de Omã fizeram as marcas de qualificação para dois eventos do atletismo:
Legenda
- Nota – As classificações das provas de pista são apenas dentro da manga em que o atleta competiu
- Q = Qualificado para a ronda seguinte
- q = Qualificado em repescagens ou, noas provas de pista, através da posição sem alcançar a marca para a qualificação
- RN = Recorde nacional
- N/A = Ronda não existente nessa prova
- Ise = Atleta isento de competir nessa ronda

Pista e estrada
| Atleta            | Prova           | Manga     | Manga         | Quartos-de-final | Quartos-de-final | Semi-final | Semi-final    | Final     | Final         |
| Atleta            | Prova           | Resultado | Classificação | Resultado        | Classificação    | Resultado  | Classificação | Resultado | Classificação |
| ----------------- | --------------- | --------- | ------------- | ---------------- | ---------------- | ---------- | ------------- | --------- | ------------- |
| Barakat Al-Harthi | 100 m masculino | Ise       | Ise           |                  |                  |            |               |           |               |
| Mazoon Al-Alawi   | 100 m feminino  |           |               |                  |                  |            |               |           |               |

## Tiro
Omã recebeu dois convites da Comissão Tripartida para enviar atiradores às provas de carabina masculina e pistola de ar comprimido feminina.
| Atleta               | Prova                                 | Qualificação | Qualificação  | Final         | Final         |
| Atleta               | Prova                                 | Pontos       | Classificação | Pontos        | Classificação |
| -------------------- | ------------------------------------- | ------------ | ------------- | ------------- | ------------- |
| Hamed Said Al-Khatri | Carabina três posições 50 m masculina |              |               |               |               |
| Wadha Al-Balushi     | Pistola de ar a 10 m feminina         | 379- 5x      | 26            | Não se apurou | Não se apurou |

Legenda da qualificação: Q = Qualificado para a próxima ronda; q = Qualificado para a Medalha de Bronze (espingarda)